# Abdi Aktaş
Abdi Aktaş (* 1. Mai 1975 in Izmir) ist ein türkischer Fußballspieler. Aufgrund seiner langjährigen – wenn auch mit Unterbrechungen – Spielzeit bei Tavşanlı Linyitspor gilt er dort als Publikumsliebling und genießt auch bei den Verantwortlichen großen Respekt. Er wird daher auch „Efsane Kaptan“ (deutsch: „Legendärer Kapitän“) genannt.

## Karriere
Aktaş begann mit dem Vereinsfußball in der Jugend von Karşıyaka SK und stieg 1994, mit einem Profivertrag ausgestattet, in den Profikader auf. Hier wurde er nach dem Saisonvorbereitungscamp an Çanspor und danach eine Saison später an Bandırmaspor ausgeliehen. 1996 verließ er Karşıyaka und ging zu Malatyaspor. Die nachfolgenden Jahre spielte er bei diversen Vereinen der unteren Profiligen und teilweise auch im Amateurbereich.
2009 heuerte er beim damaligen Drittligisten Tavşanlı Linyitspor an und stieg mit dieser Mannschaft zum Saisonende als Play-off-Sieger der TFF 2. Lig in die TFF 1. Lig auf. Auch in der 1. Lig zählte er zu den Leistungsträgern, weshalb trotz seines hohen Alters sein Vertrag mehrmals verlängert wurde.
Da Linyitspor im Sommer 2013 im Mannschaftskader eine Revision durchführte und dabei auch eine Verjüngung der Mannschaft beabsichtigte, wurde der zum Sommer 2013 ausgelaufene Vertrag von Aktaş nicht verlängert. Ihm wurde vom Vereinsvorstand mitgeteilt, dass er im Falle seines Karriereendes als Trainer bei Linyitspor weiterarbeiten könne. Aktaş lehnte dieses Angebot ab und wechselte stattdessen zum Zweitligisten Istanbul Güngörenspor. Zum Start der nächsten Rückrunde kehrte er zu Linyitspor zurück. Nach dem Abstieg von Linyitspor in der Saison 2013/2014 wechselte er wieder zu Kütahyaspor. Nach 21 Einsätzen verließ er Kütahyaspor und war zunächst vereinslos, zur Saison 2016/17 wechselte er erneut zu Tavşanlı Linyitspor.

## Erfolge
Mit TKİ Tavşanlı Linyitspor
- Play-off-Sieger der TFF 2. Lig und Aufstieg in die TFF 1. Lig: 2009/10